# جون هيو (لاعب كريكت)
جون هيو (8 يونيو 1945 - ) (بالإنجليزية: John Cecil Beaumont Vaughan)‏ هو لاعب كريكت كندي.

## وصلات خارجية
- جون هيو على موقع إي آس بي آن كريك إنفو (الإنجليزية)